# Processa profunda
Processa profunda is een garnalensoort uit de familie van de Processidae. De wetenschappelijke naam van de soort is voor het eerst geldig gepubliceerd in 1971 door Manning & Chace.